# دستگاه ضبط ویدئویی تحت شبکه
دستگاه ضبط ویدئویی تحت شبکه (به انگلیسی: NVR: Network Video Recorder) یک برنامه نرم‌افزاری برای ضبط تصاویر دیجیتال بر روی دیسک درایو، فلش درایو، حافظه SD و دیگر تجهیزات ذخیره اطلاعات است. NVR عموماً فاقد یک سخت افزار ضبط است اما نرم‌افزار معمولاً بر روی یک سخت افزار خاص با یک سیستم عامل اجرا می‌شود. معمولا برای افزایش کارایی و ثبات دستگاه از لینوکس یا ویندوز استاندارد به عنوان سیستم عامل دستگاه استفاده می‌شود. از NVR معمولاً در سیستم مداربسته تحت شبکه استفاده می‌شود.

## شرکت های سازنده دستگاه ضبط ویدئویی تحت شبکه
داهوا بزرگ ترین تولید کننده دستگاه NVR در جهان است این شرکت چینی توانسته است با ارائه برترین عملکرد و کیفیت به یکی از بهترین شرکت های تولید کننده این دستگاه تبدیل شود.
هایک ویژن نیز یکی از شرکت های تولید کننده این دستگاه است که با بزرگترین تیم تحقیق و توسعه در میان شرکت های فعال در این حوزه است.هایک ویژن

## مبدل‌ها
برای ضبط تصاویر دوربین آنالوگ با NVR می‌توان از مبدل استفاده کرد. به این مجموعه‌های نظارت تصویری سامانه‌های نظارتی دورگه یا HYBRID گفته می‌شود. هر چند وضوح تصویر و سایر مشخصات تصویر دوربین تحت شبکه به تصویر دوربین آنالوگ منتقل نخواهد شد.